# Змеица
Змеица (известно още като Змейца, с предишно наименование Аланджиево) е село в Южна България. То се намира в община Доспат, област Смолян.

## География
Село Змеица се намира в планински район. Най-високият връх в землището на селото е „Виденица“ („Гьоз тепе“) с 1652 m надморска височина.

## История
На висок връх край селото, Виденица, има останки от тракийско светилище, за което се предполага, че е било второто по важност в Родопите. Старото име на селото е Аланджиево. През 1870 година селото има 170 жители и 50 къщи. Според преброяванията, през 1926 година в селото живеят 605 души, през 1934 – 685 души, през 1946 – 972 души, през 1956 – 1130 души, а през 1965 – 1510 души.
В документ от главното мюфтийство в Истанбул, изброяващ вакъфите в Княжество България, допринасяли в полза на ислямските религиозни, образователни и благотворителни институции в периода 16 век – 1920 година, съставен в периода от 15.09.1920 до 03.09.1921 година, като вакъфско село се споменава и Змеица (Yılancı).
По време на Междусъюзническата война през 1913 година Змеица (Иланджово) е опожарено от 1-ви пехотен софийски полк.

## Религии
В селото живеят мюсюлмани и християни.

## Обществени институции
Кметство, читалище с кино-салон и библиотека, детска градина и основно училище.

## Културни и природни забележителности
Римският мост „Кемера“ на река Сърнена река се намира близо до пътя между село Змеица и град Доспат.
В близост до с. Змеица се намира уникалния Касъшки водопад, връх Виденица, меандрите на Сърнена река и Бял дунав, Крали Марко, където все още се намират останки от римската епоха.

## Други
Селото е близо до границата с Гърция. Околността на Змеица е описана в книгата на Андрей Гуляшки „Случаят в Момчиловци“. Природата е изключително красива.
Покрай селото минава туристически вело-маршрут, който достига до с. Гела. Две екопътеки, реките Сърнена река и Бял Дунав. Реките са удобни эа лов на пъстърва. На Сърнена река (Караджа дере) има два микроязовира, еэеро эа платен риболов, римски мост и много беседки эа отдих, оборудвани с барбекюта, чевермеджийници и чучури с иэворна вода.

### Кухня
Характерно ястие за кухнята е тъй нареченият „клин“. Приготвя се от домашноточени кори, с плънка от сварен ориз, яйца и масло. Към плънката може да се добавят сирене и ситно нарязан праз. Пече се в тава на печка с дърва (не във фурна), обръща се от другата страна.

## Галерия
- Изглед от село Змеица
- Изглед към село Змеица и връх Виденица
- Мостът „Кемера“

## Личности
родени в Змеица
- Красимир Шотаров (р.1968), български пожарникар, старши комисар